# سائوبر سی۱۷
سائوبر سی۱۷ (انگلیسی: Sauber C17) خودرویی بود که تیم سائوبر فرمول یک در فصل ۱۹۹۸ فرمول یک با آن رقابت کرد. رانندگی آن بر عهده ژان آلسی بود که از بنتون به آن پیوست و جانی هربرت که پس از یک فصل چشمگیر ۱۹۹۷ در سومین فصل خود در این تیم حضور داشت. جانشین این خودرو سائوبر سی۱۸ بود.